# Jacobus Boose Rudbeckius

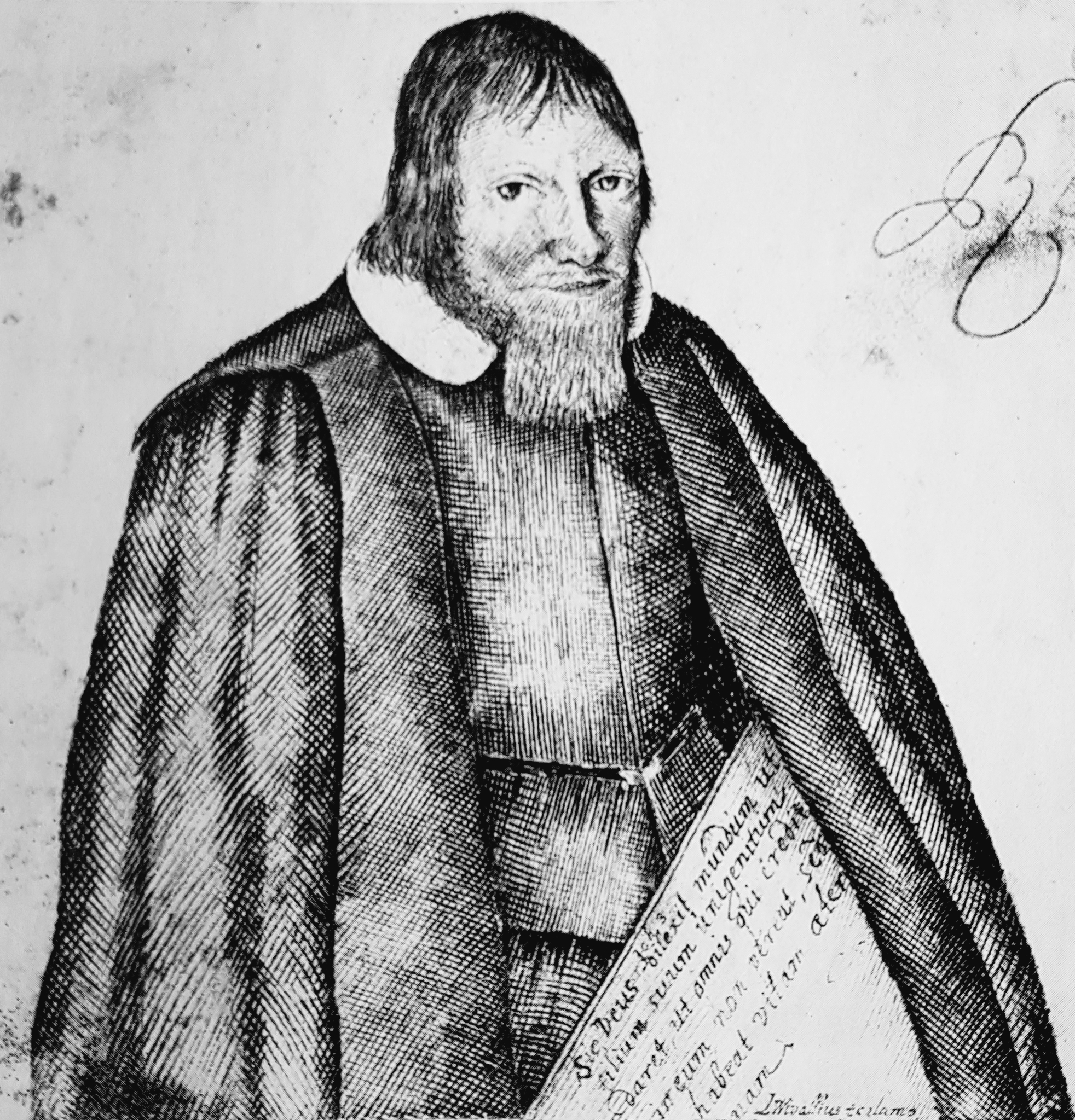
Jacobus Rudbeckius tecknad av Lars Wivallius.

Jacobus Rudbeckius (använde under längre tid moderns Christina Boses efternamn), född 1583 i Örebro, död 10 maj 1640 i Stockholm, var en svensk lärare. Han tillträdde som rektor vid Örebro skola 1615. Hans bägge bröder Petrus Rudbeckius och Johannes Rudbeckius växte upp tillsammans med honom i Ormesta, Almby socken, utanför Örebro. Fadern Johan Pedersen var från Rudbæk i Danmark, därav namnet. Skalden Lars Wivallius var en av hans elever vid Örebro skola.
Rudbeckius sattes i sitt sjunde levnadsår i Örebro skola och kom sjutton år gammal till Uppsala. När fadern 1603 avled i pesten, hade sonen så när måst av medellöshet lämna studierna, men återtog dem på uppmaning av sina äldre bröder, som kort därefter hemkom från Tyskland. 1607 fick han följa brodern Johannes på dennes andra resa till utlandet (bildningsresa) och återvände till Sverige 1609. Här stannade han till en början i Uppsala och "docerade privatim" i fem år eller till 1615, då han kallades till rektor vid skolan i Örebro. 
Under denna tid invecklades även han i tvistigheterna mellan Johannes Messenius och sin äldre broder Johannes, och till belysning av den tidens anda kan nämnas, att Messenius utmanade den sistnämnda på duell. Då emellertid denne tvekade att anta utmaningen, erbjöd sig Jacobus att i hans ställe korsa sin klinga med motståndarens. 
Det har sagts om honom: "Genom sina utmärkta förtjänster om denna skola är han att anse såsom dess fader, liksom dess historia först med honom börjar." Efter att han lämnat sin befattning såsom skolans rektor, följde han dess utveckling med det varmaste deltagande och skänkte i sitt testamente till henne sin i Örebro belägna fädernegård. 
År 1626 kallades han av kungen till professor i matematik vid det nystiftade collegium (gymnasium) i Strängnäs och flyttades 1629 som professor till den högskola (Collegium illustre), som då började anläggas i Stockholm. 
Då denna emellertid upplöstes redan i sin begynnelse, sysselsatte han sig den följande tiden med författande av Annales Regni Sueciæ subjectorumque provinciarum annis 1628–39, vilken skrift förvaras i Palmsköldska samlingarna i Uppsala.